# Großsteingrab Horserød Hegn 3
Das Großsteingrab Horserød Hegn 3 ist eine megalithische Grabanlage der jungsteinzeitlichen Nordgruppe der Trichterbecherkultur im Kirchspiel Tikøb in der dänischen Kommune Helsingør.

## Lage
Das Grab liegt im Norden des Waldgebiets Horserød Hegn. In der näheren Umgebung gibt bzw. gab es zahlreiche weitere megalithische Grabanlagen.

## Forschungsgeschichte
1882 fertigte Andreas Peter Madsen Zeichnungen des Grabes an. In den Jahren 1884 und 1942 führten Mitarbeiter des Dänischen Nationalmuseums Dokumentationen der Fundstelle durch.

## Beschreibung
Die Anlage besitzt eine nordnordost-südsüdwestlich orientierte rechteckige Hügelschüttung mit einer Länge zwischen 13 m und 14 m m und einer Breite zwischen 8 m und 9 m. Von der Umfassung sind noch 20 Steine erhalten, von denen sechs oder sieben aufrecht stehen.
Der Hügel enthält zwei Grabkammern. Die erste befindet sich im Südteil des Hügels und ist als Urdolmen anzusprechen. Sie ist ost-westlich orientiert und hat einen rechteckigen Grundriss. Sie hat eine Länge von 1,2 m und eine Breite von 0,7 m. Die Kammer besteht aus je einem Wandstein an den Langseiten und einem Abschlussstein an der westlichen Schmalseite. Die östliche Schmalseite ist offen. Der Deckstein fehlt.
Die zweite Kammer befindet sich im Nordteil des Hügels und ist ebenfalls als Urdolmen anzusprechen. Sie ist nord-südlich orientiert und hat einen rechteckigen Grundriss. Sie hat eine Länge von 1,4 m und eine Breite von 0,7 m. Die Kammer besteht aus je einem Wandstein an den Langseiten und je einem Abschlussstein an den Schmalseiten. Die Kammer besitzt einen großen Deckstein, der in zwei Teile gesprengt wurde.